# Vandalia (Illinois)
Vandalia és una població dels Estats Units a l'estat d'Illinois. Segons el cens del 2000 tenia 6.975 habitants.

## Demografia
Segons el cens del 2000, Vandalia tenia 6.975 habitants, 2.344 habitatges, i 1.425 famílies. La densitat de població era de 475,8 habitants/km².
Dels 2.344 habitatges en un 28,6% hi vivien nens de menys de 18 anys, en un 45,3% hi vivien parelles casades, en un 11,2% dones solteres, i en un 39,2% no eren unitats familiars. En el 35,1% dels habitatges hi vivien persones soles el 17,2% de les quals corresponia a persones de 65 anys o més que vivien soles. El nombre mitjà de persones vivint en cada habitatge era de 2,25 i el nombre mitjà de persones que vivien en cada família era de 2,9.
Per edats la població es repartia de la següent manera: un 18,3% tenia menys de 18 anys, un 12,4% entre 18 i 24, un 34,3% entre 25 i 44, un 17,9% de 45 a 60 i un 17,1% 65 anys o més.
L'edat mediana era de 36 anys. Per cada 100 dones de 18 o més anys hi havia 144,4 homes.
La renda mediana per habitatge era de 30.857 $ i la renda mediana per família de 39.762 $. Els homes tenien una renda mediana de 27.342 $ mentre que les dones 19.109 $. La renda per capita de la població era de 14.918 $. Aproximadament el 8,9% de les famílies i el 15,6% de la població estaven per davall del llindar de pobresa.

## Poblacions més properes
El següent diagrama mostra les poblacions més properes.